# マルカン
株式会社マルカンは、岩手県花巻市に本社のある企業。グループ企業としてマルカン百貨店（花巻市）を有するほか、自社では、スーパーマーケット、書店、CD・DVDショップ、スポーツクラブなどを運営する。かつてはボウリング場を運営していた。
ポイントカードは「エムズエクスポポイントカード」があり、グループの店舗で共通して使用できる。
大阪市淀川区にある、ペット関連企業の｢株式会社マルカン｣とは、関係は無い。

## 店舗
- アルテマルカン桜台店

〒025-0064 花巻市桜台一丁目12番12号
スーパーマーケット。2階建て。CD・DVDショップ「エムズレコード」のほか、文具店（エムズデポ）、玩具店（トイエムズ）、書店（エムズ書店）を併設。以前は盛岡市内にも同名で展開（現在は「エムズエクスポ」）。同店舗の食料品部門は元々は他のフロアと同様にマルカン直営で営業していたが、2010年からは株式会社マイヤが運営している（食料品以外のフロアは大半が現在もマルカンの直営）。
2022年に改修工事を行い、二階が玩具店（ミニ四駆サーキット場併設）、一階は文具店、書店、食料品店、ドトールコーヒーショップが併設された（エムズレコードは閉店）。
- エムズエクスポ盛岡店

〒020-0122 盛岡市みたけ三丁目36番1号
書籍・CD・DVD・文具の大型店。「アルテマルカン」「エムズ書店」「エムズレコード」を全て閉店し、統合。ドトールコーヒーショップを併設。
- メガチャンス（リサイクルショップ）

メガチャンス花巻店：〒025-0091 花巻市西大通一丁目6番18号（2016年9月に市内若葉町より移転）
- スポーツクラブJOY FIT花巻店

〒025-0063 花巻市下小舟渡34番地1（岩手県道298号山の神西宮野目線沿い）

### 閉店・撤退した店舗など
- マルカン自動車学校（2013年3月31日を以て廃止、跡地は「太陽光発電事業部[1]」として太陽光発電施設へ転用）。
- セカンチャンス（リサイクルショップ）

セカンチャンス盛岡南店：〒020-0835 盛岡市津志田15地割48番地1（国道4号沿い）
- レジャーセンターマルカン

〒025-0093 花巻市南川原町126番地1
ボウリング場「れじゃ丸ボウル」、パチンコ、カラオケボックスの複合店舗。
- マルカンリフォーム

〒025-0087 花巻市上町6番2号
- エムズビデオ若葉店（ブックあっとマーケット花巻店併設）

〒025-0097 花巻市若葉町一丁目10番5号
レンタルビデオショップ。コミックも取り扱う。「ブックあっとマーケット」は書籍、CD・DVD、ゲーム、宝飾品のリサイクルショップ。以前は盛岡南店もあったが撤退。2016年9月に旧セカンチャンス若葉店跡地に移転して営業（施設を交換の形）していたが、2021年9月に閉店。

## グループ会社
- 株式会社マルカン百貨店
- マル都商事